# سیگنال شنیداری

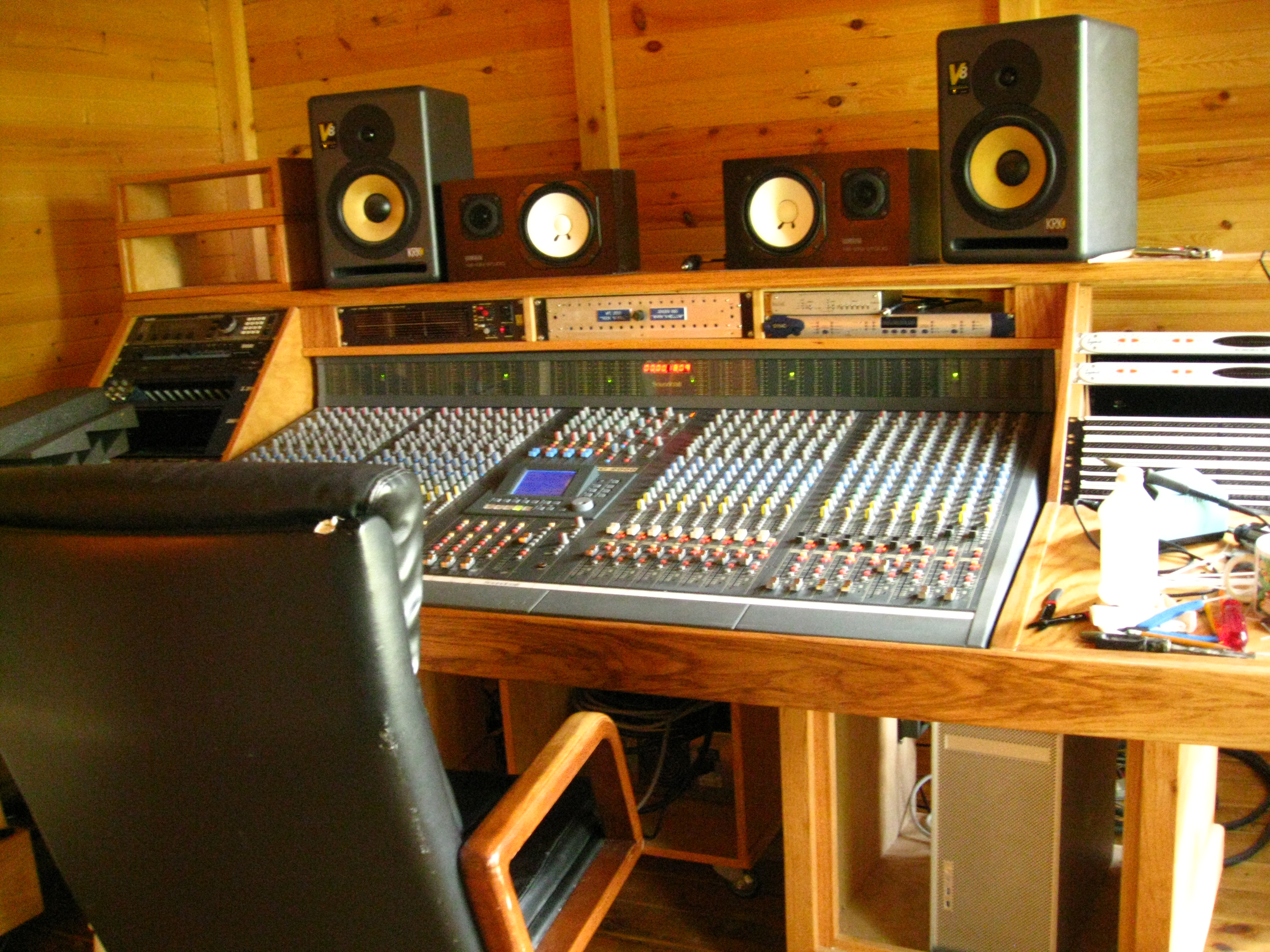
مرتبط با سیگنال

سیگنال شنیداری نمایشی از صدا ست، به‌طور معمول از یک سطح ولتاژ الکتریکی برای سیگنال‌های آنالوگ و یک سری اعداد باینری برای سیگنال‌های دیجیتال استفاده می‌کنند. سیگنال‌های صوتی فرکانس‌هایی در محدوده فرکانس‌های صوتی، تقریباً ۲۰ تا ۲۰٬۰۰۰ هرتز دارند، که مطابق با آستانه پایین و بالای شنوایی انسان است. سیگنال‌های صوتی ممکن است به‌طور مستقیم به‌طور الکترونیکی تولید شوند، یا ممکن است از مبدل مانند میکروفون، پیکاپِ ابزار موسیقی، کارتریج گرامافون یا هد نوار (یا هد ضبط صوت) سرچشمه گرفته باشند. بلندگوها یا هدفون‌ها سیگنال الکتریکی صوتی را به صدا تبدیل می‌کنند.
سیستم‌های صوتی دیجیتال سیگنال‌های صوتی را در قالب‌های مختلف دیجیتال نشان می‌دهند.
کانال صوتی یا قطعهٔ صوتی یک کانال ارتباطی سیگنال صوتی در یک دستگاه ذخیره‌سازی یا میز صداآمیزی است که در عملیاتی مانند ضبط چند آهنگ و تقویت صدا مورد استفاده قرار می‌گیرد.

## مسیر حرکت سیگنال
مسیر حرکت سیگنال مسیری است که سیگنال صوتی از منبع به بلندگو یا دستگاه ضبط می‌گیرد. مسیر حرکت سیگنال ممکن است کوتاه و ساده باشد، مانند سیستم صوتی خانگی یا طولانی و پیچیده مانند استودیوی ضبط و سیستم تقویت صدای بزرگتر باشند به صورت که ممکن است این سیگنال از بسیاری از بخش‌های یک میز صداآمیزی بزرگ، تجهیزات صوتی خارجی و حتی اتاق‌های مختلف عبور کند.

## مولفه‌ها
سیگنال‌های صوتی ممکن است با پارامترهایی مانند: پهنای باندشان، سطح اسمی، سطح توان در دسی‌بل (dB) و سطح ولتاژ مشخص شود. رابطه بین توان و ولتاژ توسط امپدانس مسیر سیگنال تعیین شوند. مسیرهای سیگنال ممکن است تک انتهایی یا متوازن باشند.
سیگنال‌های صوتی بسته به کاربرد دارای سطوح تاحدی استاندارد شده هستند. خروجی میز صداآمیزی حرفه‌ای معمولاً در سطح خط (به انگلیسی: line level) است. تجهیزات صوتی مصرفی نیز در خروجی سطح خط پایین‌تری دارند. میکروفون‌ها به‌طور کلی سطح پایین‌تری دارند که معمولاً به آن سطح میکروفون (به انگلیسی: mic level) گفته می‌شوند.